# La Comtesse (film, 1991)
Pour les articles homonymes, voir La Comtesse.
La Comtesse (Графиня, Grafinia) est un film soviétique réalisé par Dmitri Chinkarenko, sorti en 1991.

## Synopsis
Nous sommes en Russie du début des années 1990. Une demeure du XVIIIe siècle qui appartient à l'Union des écrivains soviétiques sert de lieu de détente et de création pour de jeunes écrivains et des écrivains confirmés. Toute une joyeuse compagnie s'y réunit à la veille du jour de l'An. Nina Grigorievna (jouée par Lioudmilla Tchoursina) se trouve dans les salons avec ses enfants. C'est dans ces lieux que vivaient autrefois une comtesse. Le jeune écrivain débutant Nikita Chouvalov (joué par Evgueni Sidikhine dont c'est le premier rôle au cinéma) travaille à ses livres. Nina et Nikita font connaissance. Nikita découvre que Nina ressemble grandement à la comtesse. Malgré la différence d'âge, le jeune homme tombe amoureux.

## Fiche technique
- Titre original : Grafinia
- Réalisateur : Dmitri Chinkarenko
- Scénario : Valery Diomine, Lioudmilla Diomina
- Directeur artistique : Alexandre Tolkatchiov
- Langue : russe
- Durée : 82 minutes

## Distribution
- Lioudmila Tchoursina : Nina Grigorievna
- Evgueni Sidikhine : Nikita Chouvalov, écrivain débutant
- Vladimir Anikine : Klim, l'ami de Nikita Chouvalov
- Alexandra Zakharova : Jeanne, la fiancée de Nikita Chouvalov
- Olga Arosseva : Marfa Alexeïevna
- Irina Azer : la guide
- Vladimir Ivachov : Nikiphorov